# Sanningasoq
Sanningasoq är en sjö i Grönland (Kungariket Danmark).   Den ligger i kommunen Qeqqata, i den sydvästra delen av Grönland, 300 km norr om huvudstaden Nuuk. Sanningasoq ligger 304 meter över havet. Arean är 10,7 kvadratkilometer. Omgivningarna runt Sanningasoq är i huvudsak ett öppet busklandskap. Den sträcker sig 3,6 kilometer i nord-sydlig riktning, och 8,1 kilometer i öst-västlig riktning.